# Hollywood Hollywood
Pour plus de détails, voir Fiche technique et Distribution.
Hollywood Hollywood (titre original : Something to Sing About) est un film américain réalisé par Victor Schertzinger, sorti en 1937.

## Synopsis
Terrence 'Terry' Rooney, un danseur new-yorkais est engagé à Hollywood. Il découvre rapidement les contraintes du studio qui prétend le transformer mais il résiste et tourne son premier film. Sans en attendre la sortie, il fait venir sa fiancée, l'épouse et ils partent en croisière. Il découvre à son retour qu'il est devenu une star et que le public doit le croire célibataire. Son épouse apparaîtra donc comme étant sa secrétaire.

## Fiche technique
- Titre original : Something to Sing About
- Titre français : Hollywood Hollywood
- Réalisation : Victor Schertzinger
- Scénario : Victor Schertzinger et Austin Parker
- Montage : Gene Milford
- Pays de production : États-Unis
- Format : Noir et blanc - 1,37:1 - Mono
- Genre : musical
- Durée : 93 minutes
- Date de sortie : 1937

## Distribution
- James Cagney : Terrence 'Terry' Rooney
- Evelyn Daw : Rita Wyatt
- William Frawley : Hank Meyers
- Mona Barrie : Stephanie 'Steffie' Hajos
- Gene Lockhart : Bennett O. 'B.O.' Regan
- Philip Ahn : Ito
- Marek Windheim : Mr Farney
- Dwight Frye : Mr Easton
- William B. Davidson : Mr Richards
- Richard Tucker : Mr Blaine
- Kathleen Lockhart : Miss Amy Robbins
- James Newill : Jimmy
- Candy Candido : Candy